# (3606) Pohjola
Pour les articles homonymes, voir Pohjola (homonymie).
(3606) Pohjola est un astéroïde de la ceinture principale.

## Description
(3606) Pohjola est un astéroïde de la ceinture principale. Il fut découvert le 19 septembre 1939 à Turku par Yrjö Väisälä. Il présente une orbite caractérisée par un demi-grand axe de 2,61 UA, une excentricité de 0,23 et une inclinaison de 12,4° par rapport à l'écliptique.

## Compléments